# Boku no kanojo wa cyborg
Boku no kanojo wa cyborg (僕の彼女はサイボーグ?, Boku no kanojo wa saibōgu, lett. "La mia fidanzata cyborg") è un film del 2008 diretto da Kwak Jae-yong.
La pellicola ha come protagonisti Haruka Ayase e Keisuke Koide.

## Trama
22 novembre 2007. Come ogni anno, Jiro festeggia da solo il suo compleanno. In un centro commerciale si compra da solo un regalo di compleanno e gli capita di notare una ragazza carina che gli sorride. La ragazza misteriosa comincia a seguirlo fino a che, all'interno di un ristorante, si siede al suo stesso tavolo e gli rivela di stare anch'ella festeggiando il suo compleanno.
Dopo aver trascinato Jiro fuori dal locale senza aver pagato, fuggono attraverso le vie di Tokyo; poco dopo la ragazza scompare. Passa un anno intero ma Jiro proprio non riesce a dimenticarla. È di nuovo il giorno del suo compleanno e, nello stesso ristorante, appare la stessa giovane.
Improvvisamente un uomo armato irrompe nel locale e inizia a sparare ai clienti, ma lei lo immobilizza dimostrando forza e coraggio. Usciti, Jiro la invita a casa sua; lei rivela di essere un cyborg venuto dal futuro, creato e inviato dallo stesso Jiro perché protegga il sé del passato.
La ragazza bionica diviene la guardia del corpo di Jiro, nonché amica fedele. Non passa molto tempo prima che Jiro s'innamori della cyborg, la quale non può tuttavia ricambiare i sentimenti. La situazione esaspera il giovane, che finisce per cacciarla.
Qualche giorno dopo, un terremoto devasta l'intera città di Tokyo. La cyborg rimane distrutta nel tentativo di portare in salvo Jiro, dopo aver confessato di ricambiare finalmente i sentimenti del giovane.
Siamo ora nel 2133, sessant'anni dopo la morte di Jiro. Il cyborg è esposto in un museo, ed è lì che una giovane studentessa nota la straordinaria somiglianza che li lega.
Incuriosita, la ragazza lo acquista all'asta e scopre tutti i dettagli della sua relazione con il suo creatore attraverso il chip di memoria. Decide così di tornare indietro nel tempo, appena dopo il terremoto, e di passare la propria vita insieme a Jiro.

## Personaggi
- cyborg (Haruka Ayase):

una ragazza senza nome. In realtà è una cyborg inviata dal futuro da Jiro per proteggere il suo Io più giovane da un crudele destino. Possiede una forza sovrumana, è velocissima, può mostrare ologrammi attraverso gli occhi, stordisce le persone con scariche elettriche; può altresì imitare le voci altrui in maniera perfetta.
Dopo la morte di Jiro è stata conservata in un museo e messa all'asta nel XXII secolo.
- Jiro Kitamura (Keisuke Koide):

studente universitario; è nato in un piccolo villaggio in mezzo alle montagne. Lavora part-time in un negozio di hamburger.
Divenuto milionario grazie ad un fortunato biglietto della lotteria cerca di cambiare il proprio passato, dopo esser rimasto vittima di un'aggressione che lo ha reso disabile a vita. Costruisce così un cyborg e lo manda indietro nel tempo al suo io più giovane col compito di proteggerlo.
- Kenta Sato (Kenta Kiritani):

amico di Jiro, frequenta il suo stesso anno d'università. Sfrutta la sua bravura in cucina per far colpo sulle ragazze, compresa la cyborg.
- professore universitario (Naoto Takenaka):

appassionato insegnante, ha sempre un sacco di energia. Scaglia gessi sugli studenti per richiamarli, ama il baseball ed ha degli strani tic in tutto il corpo.
- nonna di Jiro (Kazuko Yoshiyuki).
- attentatore del ristorante (Hiromasa Taguchi):

spara ai clienti del ristorante con un fucile automatico, poi tenta di dar fuoco al locale con una tanica di benzina.